# Basilique Notre-Dame-du-Saint-Cordon
La basilique Notre-Dame-du-Saint-Cordon de Valenciennes est une basilique mineure catholique située à Valenciennes, dans le département du Nord. Elle a été construite, au XIXe siècle, pour servir de centre principal pour la dévotion de Notre Dame du Saint Cordon, connue par la procession du « Tour du Saint Cordon » qui eut lieu en 1008 alors que la peste ravageait le Valenciennois.

## Histoire
Historiquement, la dévotion à Notre Dame du Saint Cordon prenait place dans l'église Notre Dame la Grande, détruite à la Révolution. Des documents anciens racontent la destruction de cette église, dont les seuls restes architecturaux se trouvent dans les bâtiments de la sous-préfecture actuelle, et des reliquaires de l'église, dont celui du Saint Cordon. Après le rétablissement du culte, la nouvelle paroisse Notre-Dame se voit attribuer l'ancienne salle des malades de l'Hôtel-Dieu. Sa simplicité lui a valu le surnom de « Notre Dame la Grange » malgré des travaux d'embellissement. En 1804, la confrérie des royés, en charge de la dévotion, est rétablie.
En 1804, la renaissance du culte à Notre Dame du Saint-Cordon s'est retrouvée confronté à la disparition de la relique du Cordon. C'est alors que fut décidé de faire fabriquer une statue. Elle est traditionnellement attribuée à Jean-Baptiste Cadet de Beaupré et possiblement à Pierre Gillet. La statue, en bois peint, représente la Vierge Marie présentant son cordon, dans un style néoclassique. Des anges lui ont été rajoutés en 1891 par René Fache. En 1804, renait aussi la procession du Saint Cordon.
Le milieu du XIXe siècle voit la multiplication d'épidémies de choléra dans le Valenciennois. Celles-ci ont participé au regain de la dévotion. L'église Notre-Dame la Grange devenait, dans ce contexte, insuffisante. Des projets de constructions apparaissent. La première attestation est un cadastre de 1822. Pourtant, c'est en 1836 qu'une première souscription est lancée par le doyen Pique. La municipalité prévoit la cession de la place verte à cet usage. Jusqu'en 1850, plusieurs projets montrent des projets de localisations différentes.
En 1851, un concours non officiel est lancé. Celui-ci précise que l'architecte doit construire une église dans le style du XIIIe siècle. Une commission, avec Viollet le Duc à sa tête, fut alors nommée. Alors que tous les projets furent rejetés, Alexandre Grigny fut chargé de la construction. Face aux protestations des valenciennois, les décors intérieurs furent confié à des artistes locaux. Notre-Dame-du-Saint-Cordon représente une étape essentielle du renouveau du style néogothique au Nord-Pas-de-Calais, avant la cathédrale Notre-Dame-de-la-Treille à Lille.

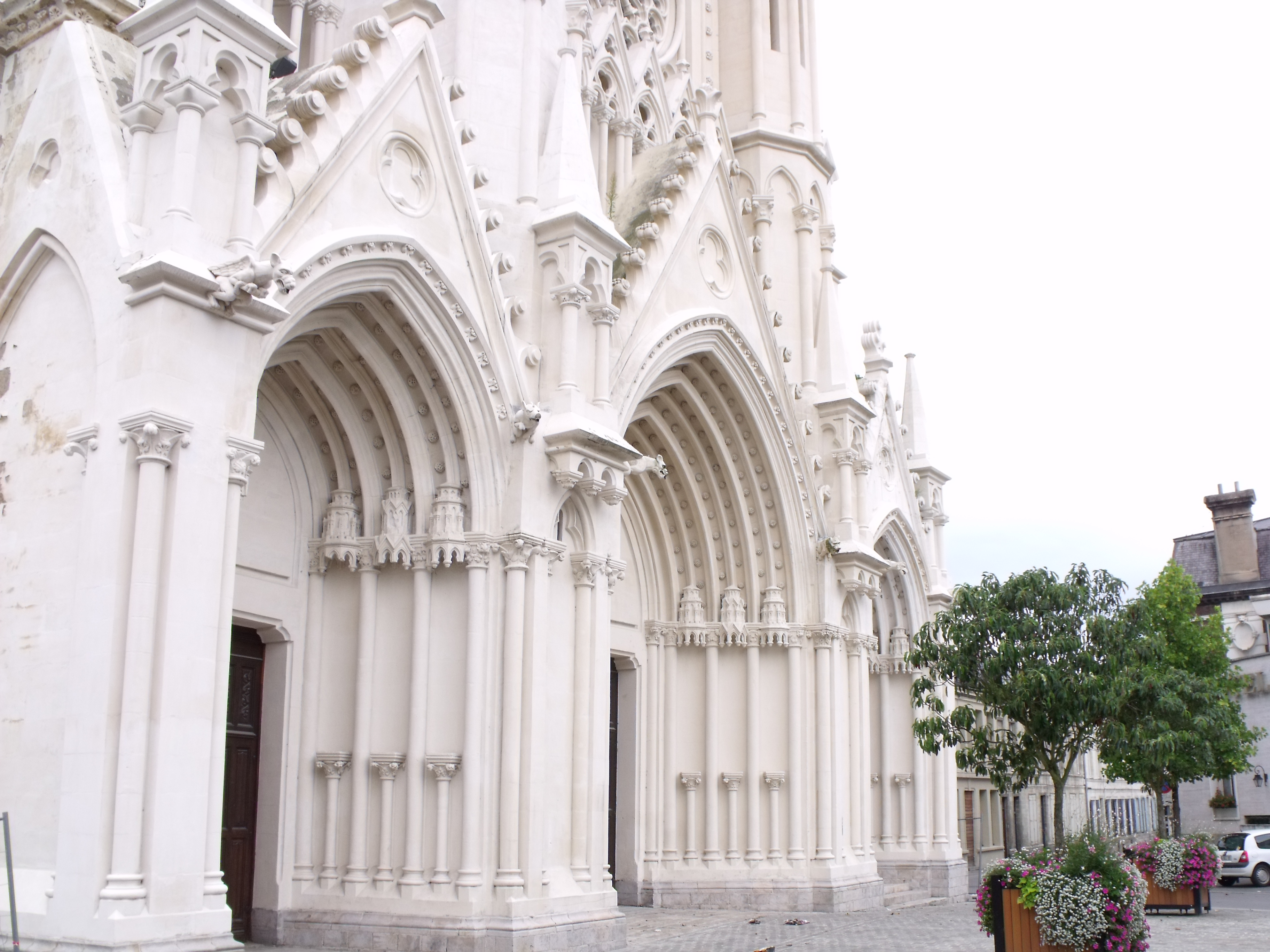
Façade néogothique de Notre Dame du Saint Cordon

Le sanctuaire fut construit de 1852 à 1864 par l'architecte diocésain Alexandre Grigny. Le chantier pris du temps à se lancer, faute de financements. En 1852, la commission supervisant les travaux choisit de faire don gratuit du chantier à la ville de Valenciennes « sous condition toutefois qu'il sera uniquement employé pour l'exercice du culte catholique ». Ce don fut accepté par la ville. La propriété de la ville est rappelée par les armoiries de celle-ci ornant le sol du chœur.
Le 4 mai 1864, la nouvelle église est consacrée par l'archevêque Régnier, en présence des évêques d'Arras et de Gand. Le 5 mai a lieu une grande fête d'inauguration, en présence des officiels. Ému par cet événement, Jean-Baptiste Carpeaux exécute un dessin gouaché représentant Notre Dame du Saint Cordon.
L'église nouvelle a connu le fort développement de la dévotion dans la seconde moitié du XIXe siècle. Depuis 1864, la basilique est le point de départ du tour du Saint Cordon. En 1892, un office propre est écrit pour Notre Dame du Saint Cordon et la Vierge est, sous ce vocable, déclarée patronne de la ville . En 1897, Notre Dame du Saint Cordon est couronnée lors de célébrations importantes. Le 13 septembre 1908, 100 000 pèlerins se rassemblent à Valenciennes pour le 9e centenaire de Notre-Dame-du-Saint-Cordon. En 1922, le pape Pie XI attribue à l'église le titre de basilique mineure. L'édifice est inscrit aux monuments historiques depuis 1996. Depuis la fin du XXe siècle, la messe inaugurale du Tour du Saint Cordon est célébrée en dehors de la basilique, faute de place. Jusqu'en 2007, les cloches de la basilique, et en particulier Jeanne de Flandres, la plus ancienne, annonçaient encore la fin du Tour du Saint Cordon.

## Travaux actuels
Dès sa construction, la mauvaise qualité de la pierre utilisée a posé soucis. Si la basilique a souffert de la Première Guerre mondiale, les dommages de guerre ont permis de la restaurer. En 1928, un rapport établi le besoin de restaurer la basilique dont la fléche s'incline. Les travaux furent effectués en 1931-1932. D'autres travaux furent effectués en 1950, puis en 1955 et en 1971.
En 2007, une nouvelle campagne de restauration commence.  En 2013, la basilique est en restauration. L'importance de cette basilique, artistiquement comme cultuellement, font que de nombreux valenciennois sont engagés dans cette volonté de restauration, comme les membres de l'association du « Comité de Sauvegarde du Patrimoine Valenciennois » ou ceux de « l'Association pour la restauration de la Basilique ». Certains soulignent l'attachement profond des valenciennois à la basilique. En 2003, les travaux sont estimés à 13 millions d'euros mais la conduite du chantier a occasionné des affaissements. Le chantier a entrainé des suites judiciaires en dommages et intérêts. 
Pour Laurent Degallaix, maire de Valenciennes, en 2024, la restauration de la basilique n'est pas au programme de sa candidature de 2026. 

## Description architecturale
Orienté au sud-ouest, son chevet à déambulatoire et trois chapelles rayonnantes, d'inspiration normande, s'intègre au parcellaire étroit de la place des Ursulines. Le transept percé de portails élargit la perspective du déambulatoire et assure l'autonomie du sanctuaire, disposition indispensable pour une église de pèlerinage. La nef encadrée de bas-côtés présente cinq travées. Son élévation à trois niveaux évoque le modèle d'Amiens et donne une grande transparence à l'édifice. La façade est plus austère. La tour porche réinterprète le Clocher Vieux de la cathédrale de Chartres. Les trois portails, les tourelles polygonales épaulant la tour, les deux niveaux de clochetons ajourés et les tabernacles cantonnant la flèche octogonale composent une façade de forme pyramidale.

## La basilique et ses œuvres d'art

### Peintures, sculptures

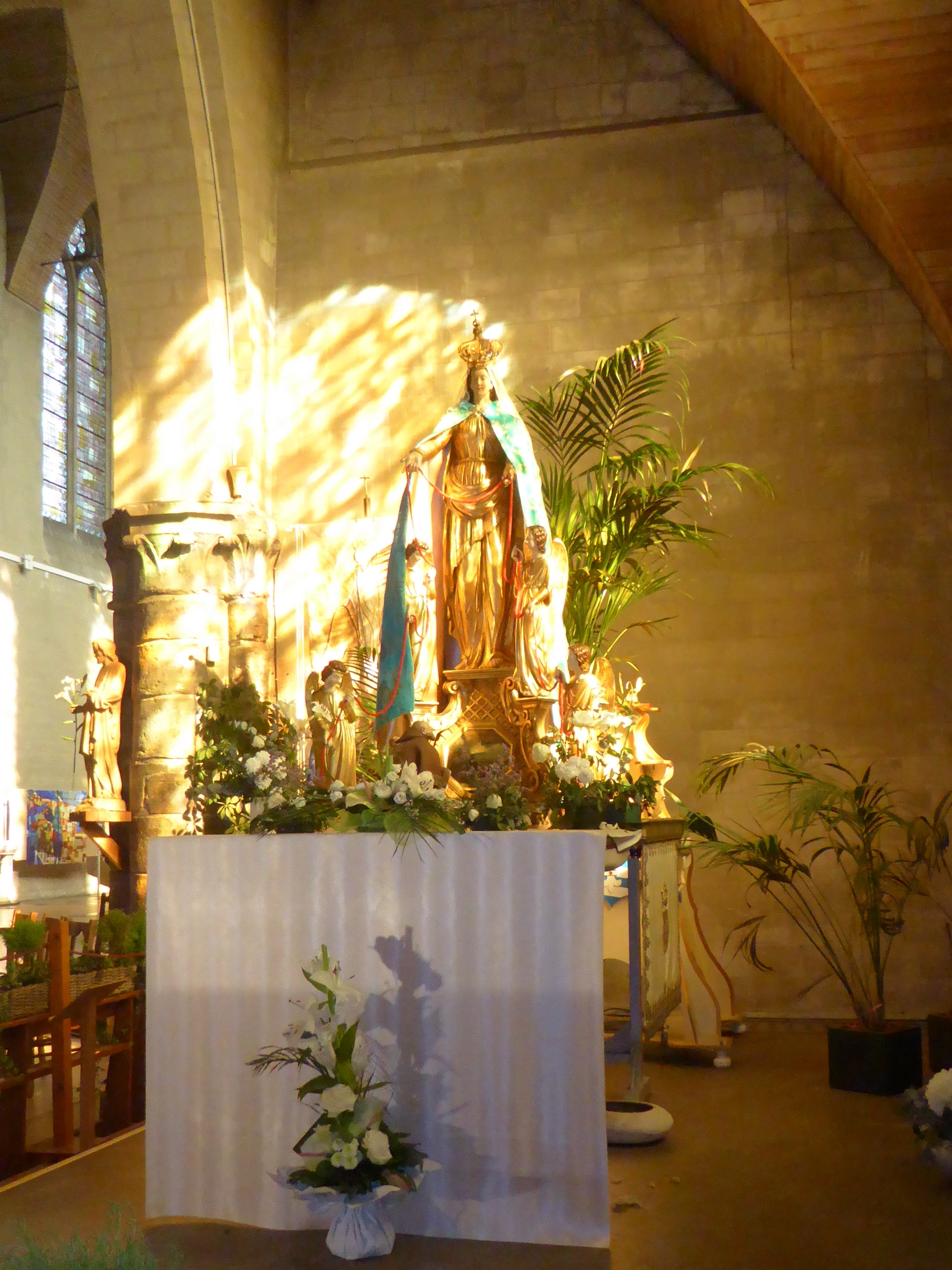
Statue de Notre-Dame du Saint-Cordon, aujourd'hui installée dans l'église Saint Géry.

La chapelle axiale de la basilique est consacrée à Notre Dame du Saint Cordon. Elle est construite pour accueillir la statue de dévotion. Sous la direction de l'architecte Julles Batigny, son décor est confié au sculpteur Louis Auvray et au peintre Gustave Houzet, de Condé sur l'Escaut. Cette chapelle est consacrée le 16 septembre 1872.
Quelques œuvres de la basilique :
- René Fache, Mise au tombeau, sous le maître-autel
- Gustave Crauk, Christ montrant ses plaies
- Médaillons du 17e représentant Saint Pierre et Saint Gilles
- Auguste Moreau-Deschanvres, Célébration de l'Eucharistie.
- Ernest Hiolle, anges de la chapelle centrale.
- Henri Coroënne, Christ en Croix
- Lucien Jonas, Le Poilu (déplacé à l'église Saint Géry)
- Notre Dame de Grâce, émail dans un cadre d'argent, XIXe.

### Trésors de la basilique
De nombreux objets d'arts sont associés à la basilique. Outre la statue, on peut noter les commades effectuées à l'occasion de la construction de la nouvelle basilique au milieu du XIXe siècle. C'est le cas de l'ostensoir du Saint Cordon de 1864, produit par la maison Poussielgue-Rusand, connue pour avoir produit le reliquaire de la couronne d'épine.

### Les orgues
Un historique complet est publié sur Hainautpedia. Après la Révolution, l'église Notre-Dame la Grande fut détruite, et l'on ignore tout de son orgue d'origine. À la reprise du culte sous le Concordat, la paroisse s'installa dans la chapelle de l'Hôtel-Dieu, équipée d'un petit orgue entretenu par Hippolyte Loret jusqu'à la construction de la nouvelle basilique. En 1864, un orgue de chœur Merklin-Schütze est installé dans la chapelle Saint-Gilles grâce à un don d'Émile Durieux. Cet instrument est agrandi en 1874 par Pierre Schyven et subit d'autres modifications en 1879. Une grande tribune est construite en 1885 pour accueillir un orgue majeur. En 1888, un legs de 100 000 francs de Madame Hamoir permet de lancer le projet. Après délibérations entre plusieurs facteurs d'orgues, le choix se porte sur Merklin, qui propose un système électrique innovant. Le grand orgue, inauguré en 1891, comprend 42 jeux répartis sur trois claviers, plus un quatrième jouant l'orgue de chœur. Un incendie détruit l'orgue de chœur en 1900 ; il est reconstruit en 1902 par Merklin. Des améliorations sont également apportées au grand orgue. Des entretiens et restaurations ont lieu entre 1943 et 1946 par Pleyel, puis entre 1952 et 1967 par Erwin Muller, qui transforme partiellement l'esthétique sonore de l'orgue. Des bénévoles poursuivent l'entretien depuis 1990.
L'orgue est l'un des premiers exemples français de transmission électrique. Le buffet est sculpté par Charles Boulanger. Il est considéré posséder une « tuyauterie d'une homogénéité historique et de surcroit harmonique » Elle date principalement de Merklin avec des ajouts de Muller de Delmotte,. Il est classé aux monuments historiques,. Une restauration de l'orgue a eu lieu en 2014.

### Les cloches
Dans le clocher qui culmine à 83m de haut se trouve plusieurs cloches. La Bancloque, datée de 1358 est la plus ancienne. Elle a pris, au XIXe siécle, le nom de « Jeanne de Flandre ». La cloche Jeanne date de 1533 et sonne le Fa. La cloche Notre Dame a été baptisé en 1889 et sonne le rê. La dernière, la cloche Bertholin sonne le mi bémol. Elle est baptisée en 2008.

## Galerie d'images

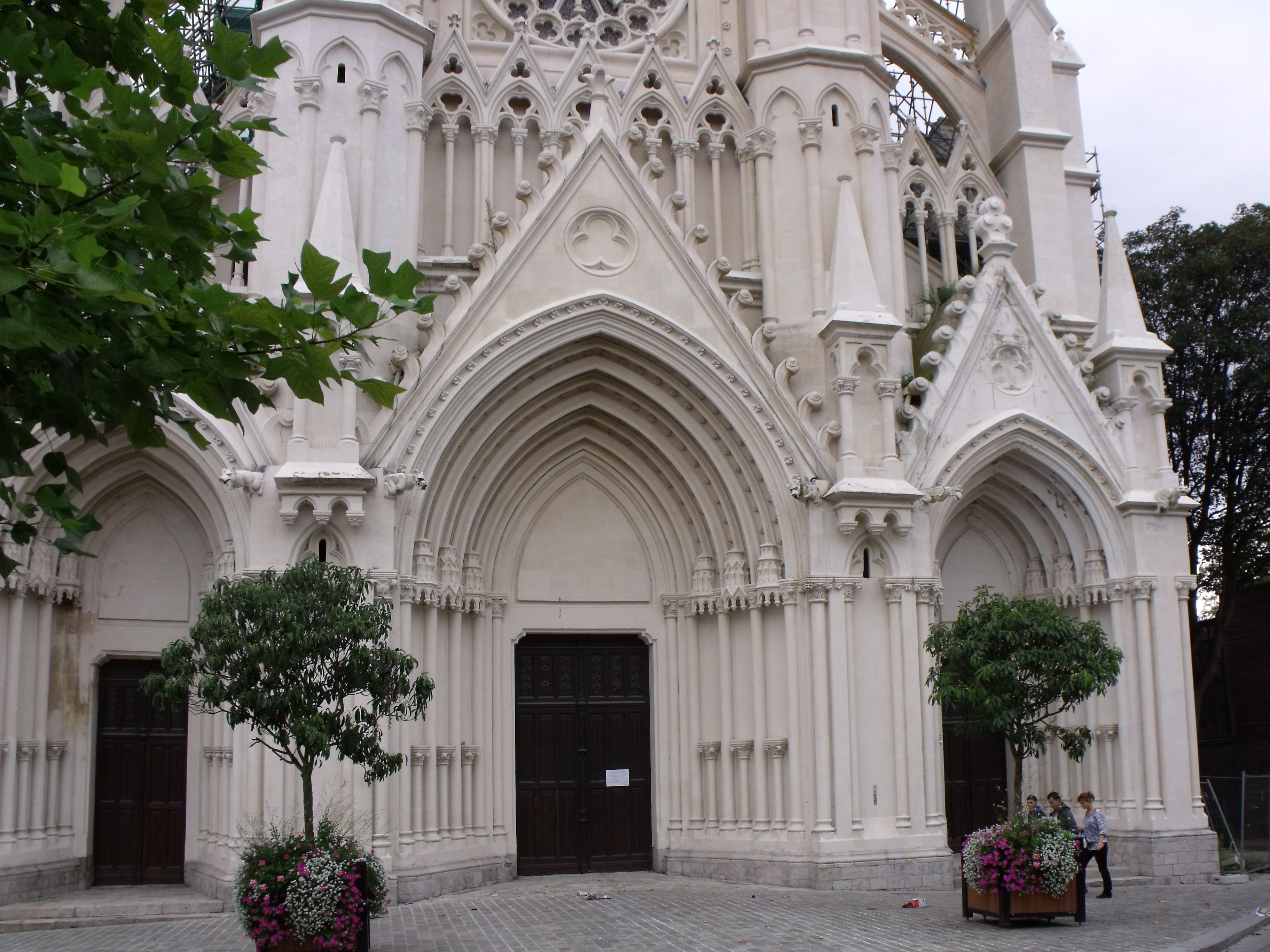
Partie basse de la façade.
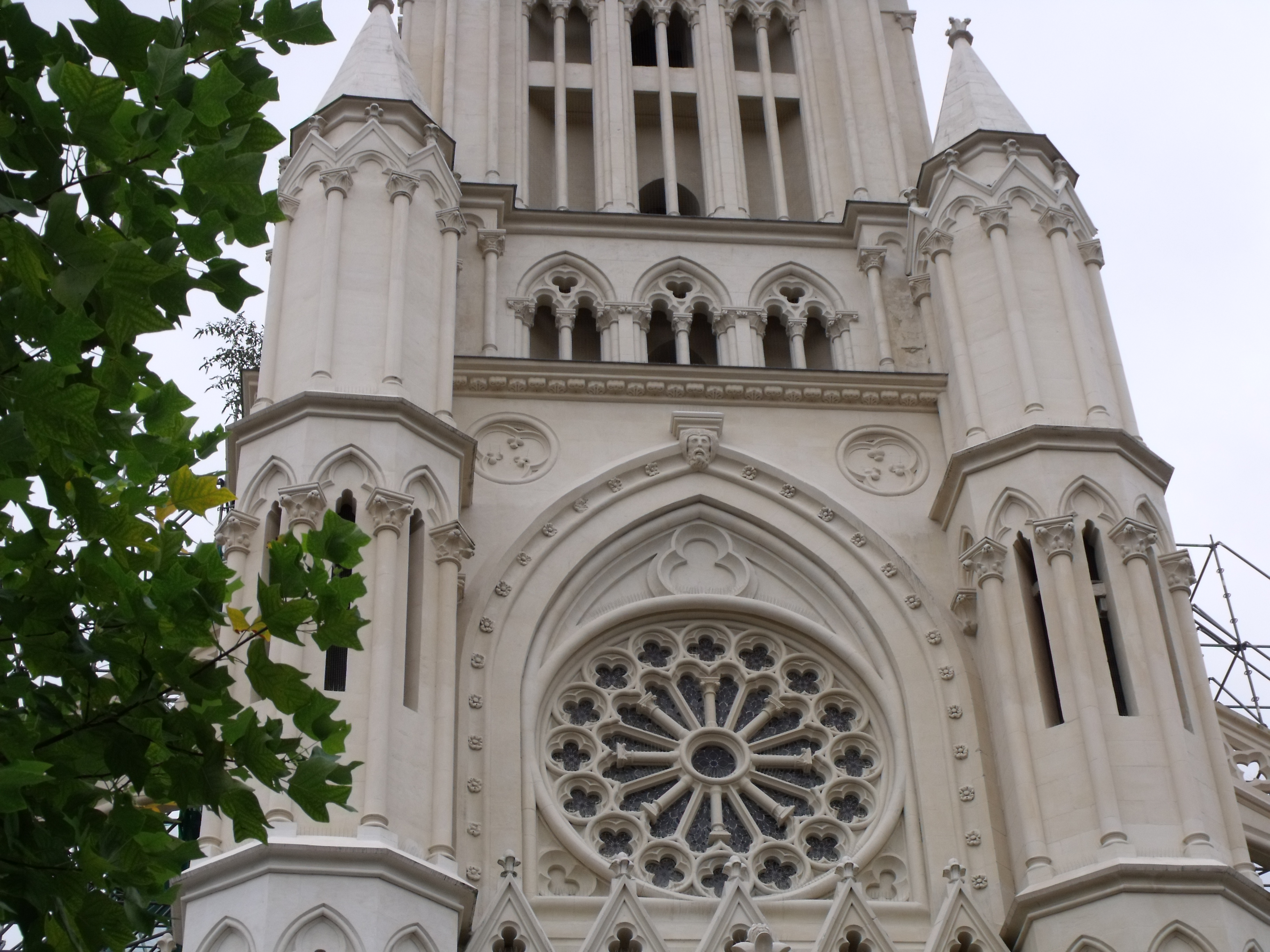
Partie haute de la façade avec la rosace.
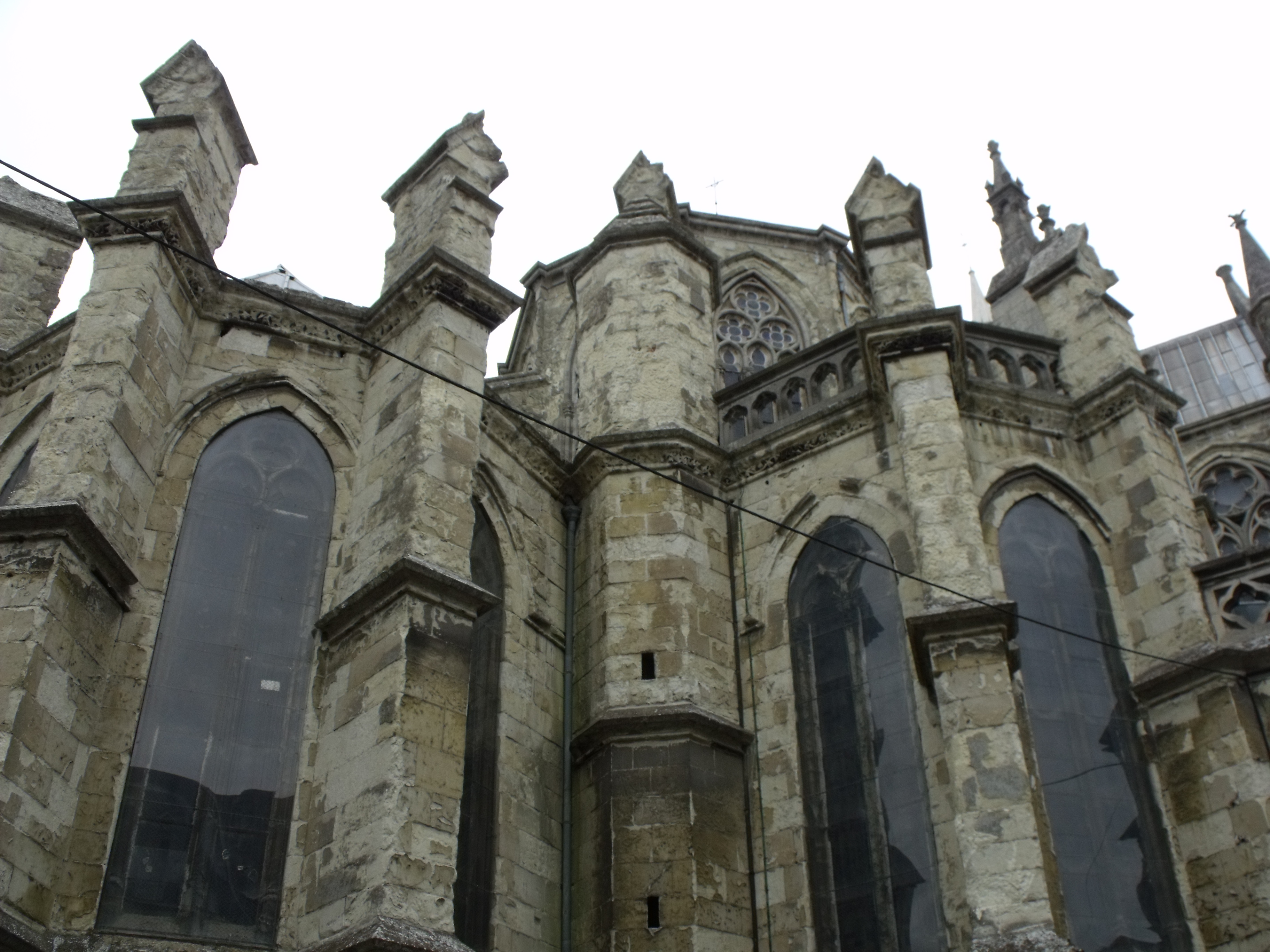
L'abside.
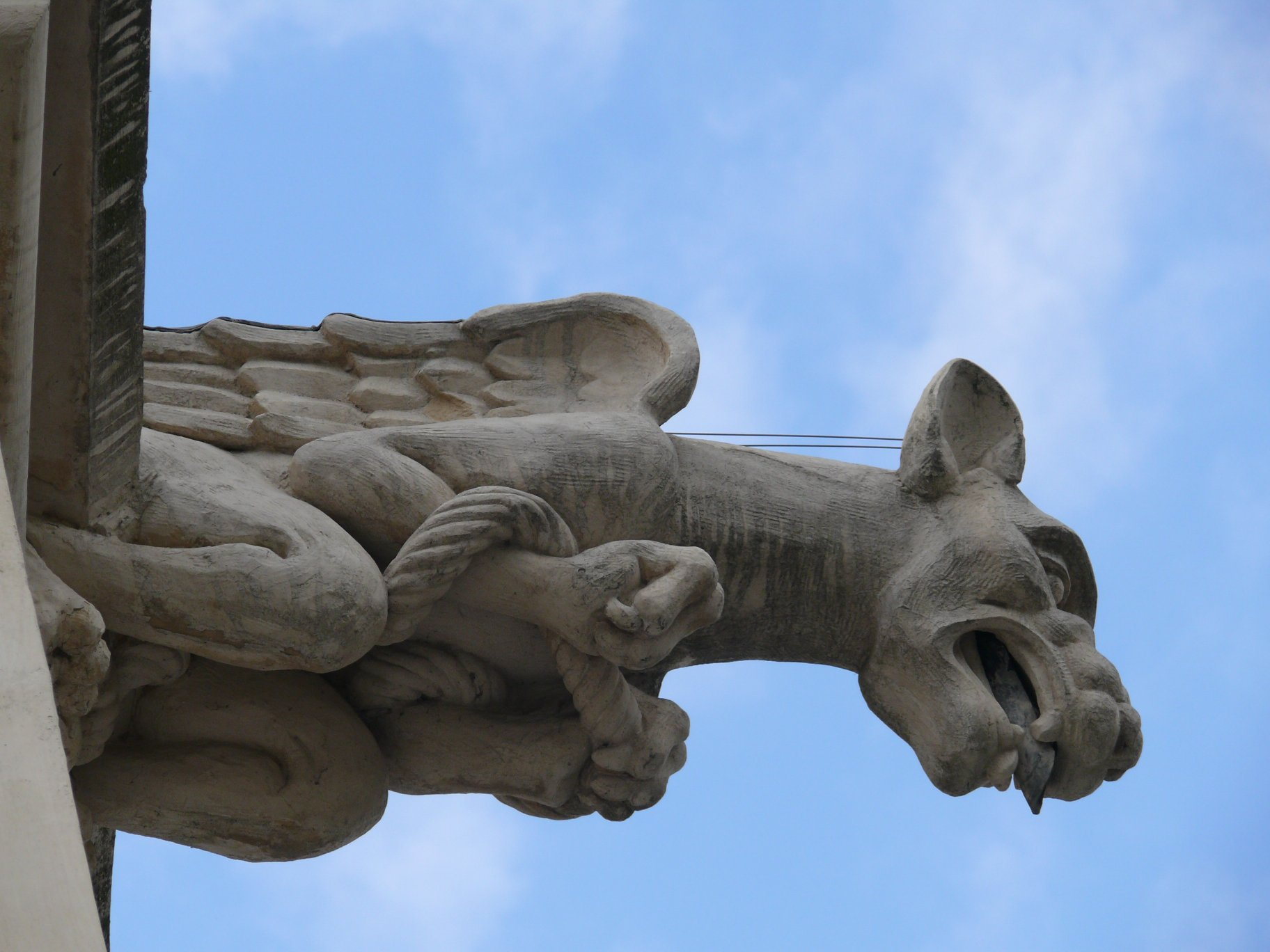
Une gargouille.
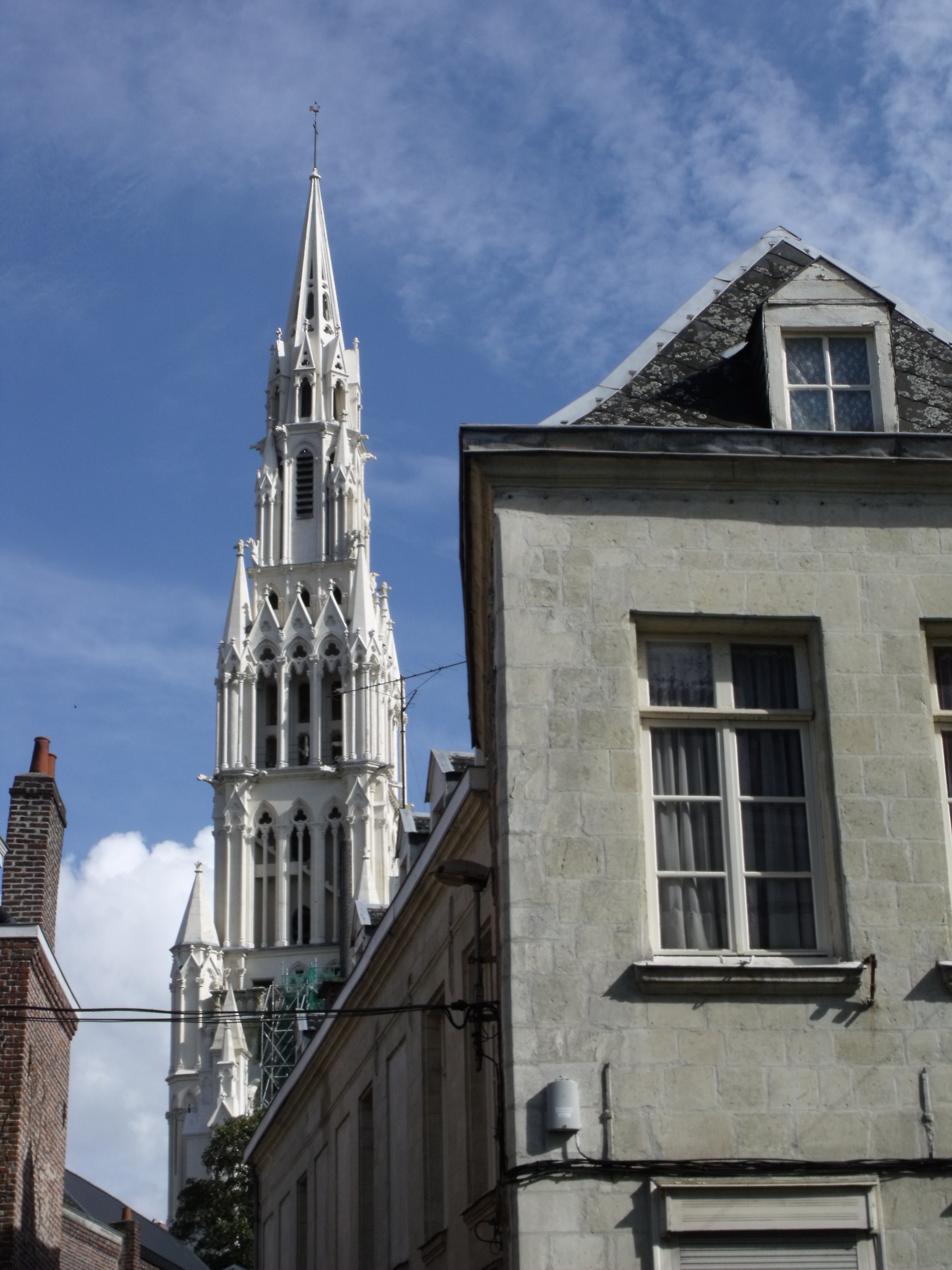
Le clocher.